# Clarivate Analytics
Clarivate Analytics era originariamente la divisione scientifica della Thomson Reuters e si occupava anche di proprietà intellettuale. Nel 2016 Thomson Reuters concluse un accordo del valore di 3.55 miliardi di dollari per la trasformazione di Clarivate in un soggetto indipendente, in seguito ceduto alle società di private equity Onex Corporation e Baring Private Equity Asia. Fra i marchi di proprietà di Clarivate i più noti sono Web of Science e Science Citation Index.

## Attività
Clarivate Analytics possiede e gestisce una collezione di servizi in abbonamento basati sull'analisi di dati e informazioni, in particolare relativi alla ricerca scientifica e accademica, l'analisi dei brevetti e degli standard normativi, la protezione dei marchi registrati e di dominio, la gestione della proprietà intellettuale, l'intelligenza artificiale applicata alla farmaceutica e alla biotecnologia. I servizi includono: Web of Science, Science Citation Index, Cortellis, Derwent Innovation, Derwent World Patents Index, CompuMark, MarkMonitor, Techstreet, Publons, EndNote, Kopernio e ScholarOne.
A maggio del 2018, Clarivate Analytics ha lanciato in Egitto il primo indice di citazione dal mondo per i contenuti in lingua araba. L'indice prende in esame i contenuti pubblicati nei 22 Paesi della Lega Araba.
Il 13 maggio 2019, Clarivate si è fusa con Churchill Capital. Il CEO di Churchill, Jerre Stead (ex presidente e CEO di IHS Markit) è diventato presidente esecutivo di Clarivate.